# 科爾孫戰役
科爾孫戰役（烏克蘭語：Корсунська битва）是赫帥起義當中的第二場戰役，其地點靠近今日的烏克蘭中部城鎮科爾孫。由哥薩克盖特曼赫梅利尼茨基以及克里米亞韃靼人图阿伊贝伊所領導，佔人數優勢的聯軍，擊敗由波托茨基與卡利諾夫斯基所領導的波蘭立陶宛軍。屬於防守方的波蘭立陶宛軍寡不敵眾，澈底敗退，兩名指揮官、80名重要貴族、127名軍官、8520士兵和41門大砲都被俘虜。